# Брешь (фильм)
«Брешь» (англ. Breach) — научно-фантастический фильм ужасов, вышедший на экраны 17 декабря 2020 года. Режиссёр фильма Джон Суитс (англ. John Suits). В фильме снимались Брюс Уиллис, Коуди Кирсли, Томас Джейн, Кассандра Клементи, Рейчел Николс.

## Сюжет
Обречённое на смерть от голода и болезней человечество отправляет колонистов на другую планету — Новую Землю. Ной (Коди Кирсли) со своей беременной девушкой Хейли (Кассандра Клементи) пытается попасть на последний корабль «Геркулес». Хейли, дочь адмирала Кирнана Адамса, капитана корабля (Томас Джейн), доставлена на борт Линкольном (Кори Лардж), в то время как Ной, безбилетник, отстает, но всё-таки также оказывается на корабле.
Пассажиры, капитан и часть команды погружаются в анабиоз, оставляя корабль на попечении шести врачей, шести инженеров, шести уборщиков и шести охранников, включая Стенли (Тимоти Мерфи), который исполняет обязанности командира. Ноя считают одним из уборщиков.
Во время разгона до световой скорости кто-то выпускает из капсулы неизвестное существо.
Дежурство осуществляется посменно, и Ной попадает в компанию с суровым инженером Клэем (Брюс Уиллис). Тот замечает, что Ной не разбирается в уборке, но помогает парню, в том числе профессиональным советом насчет использования крайне едкого вещества.
Существо ползает по коридорам корабля. Когда механик Шейди (Йохан Урб) роняет бутылку из под пива, оно проникает внутрь, а затем и в человека. Шейди чувствует недомогание, но вместе с Блю (Джонни Месснер) идёт в укромное место покурить. Здесь его разрывает существо, проникая в Блю.
Бродя по коридорам корабля, Ной замечает, как кто-то из команды тащит взрывчатое вещество. Стенли, который подозревает, что несогласные с идеей переселения на новую планету повстанцы могут организовать взрыв, советует Ною следить за другими. В одну из смен Ной выслеживает Клэя, который что-то изготавливает из чистящего средства. Однако и Клэй его замечает, но оказывается, что секретное устройство — не бомба, а самогонный аппарат.
Ной соглашается не говорить ничего Стенли и близко сходится с любителями выпить: Клэем, врачом Чемберс (Рейчел Николс), Ортегой (Энджи Пак), Линкольном и другими. Стенли и его помощник Тик (Каллэн Мулвей) наблюдают за пьянкой через камеры, но прекращать её не собираются. Ортега замечает пропажу Блю и Шейди и идёт их искать. Она натыкается на Шейди, которого контролирует паразит, и погибает.
Стенли находит останки Шейди и обвиняет в убийстве Блю. Клэй находит Ортегу с проломленным черепом, что снова указывает на виновность Блю. Вскоре сам Блю обнаружен у каюты адмирала с резаком. Он нападает на команду, убивая одного из охранников, но пули Стенли и Тика его останавливают.
Чемберс проводит вскрытие Блю, обнаруживая неизвестную ДНК. Затем видеозапись с камеры наблюдения объясняет, как погиб Шейди и заразился Блю. Существо видно на экране. На вопрос, кто его пронёс на корабль, отвечает Чемберс, раскрывая Ноя как самозванца. Клэй, который также знает, что Ной не уборщик, оправдывает его. В этот момент управляемые инопланетными существами трупы встают и нападают на людей. Стенли погибает.
Клэй, Ной, Чемберс и Тик пробиваются к оружейной комнате. Они понимают, что пули и огонь лишь ненадолго задерживают врагов. От гибели людей спасает сработавшая система пожаротушения, погрузившая помещения в непроглядный туман. В нём теряется Тик, и Клэй уходит его спасать. Мертвый Стенли открывает двери каюты экипажа, чтобы паразиты захватили новые тела. Вышедший из кабины Линкольн решает спасаться в одиночку, улетев с корабля в аварийной капсуле, но после отстыковки узнаёт, что внутри капсулы его поджидал один из мертвецов.
Найдя раненого Тика, Клэй возвращается к оставшимся. Вместе они запираются в оружейной. Ной по вентиляционным каналам пробирается в каюту капитана и будит его и остальных членов экипажа.
Мертвецы рвутся в оружейную. Тик признаётся, что существо принёс на корабль он, утверждая, что люди не достойны жизни. Он говорит, что паразит был получен в результате эксперимента и существовал ещё до самой Вселенной.
Дверь в оружейную взломана, начинается бой. Тик погибает. Но капитан со своими бойцами уже рядом и принимает бой, позволяя Клэю и Чемберс выбраться из ловушки. Однако даже лазерное оружие не останавливает врагов.
Мёртвый Блю преследует Ноя. Во время схватки Ной плещет на Блю чистящее средство, которое убивает и растворяет противника. С этим знанием он возвращается к выжившим членам команды и вместе с ними видит, как, окружённый живыми мертвецами, капитан взрывает гранату, убивая себя и врагов. Но через некоторое время раскиданные повсюду части тел начинают сползаться, формируя новое существо.
Клей, Чемберс и Ной убегают. Ной рассказывает, что чистящее средство убивает паразитов. Клэй переделывает огнемёты, чтобы стрелять во врагов чистящим средством. Но беглецов никто не ищет: паразиты, захватив капитана, получили доступ в реакторный отсек и теперь повышают мощность реактора, чтобы быстрее долететь до нового дома землян. В качестве топлива они используют людей, в том числе тех, что находятся в анабиозе. Ной бросается спасать Хейли, а Клэй вместе с Чемберс пытается остановить поток мертвецов в реактор.
Ной и Хейли пробиваются обратно к Чемберс и Клэю. Против них выходит чудовищное существо, слепленное из тел капитана и его команды. Даже новое оружие не справляется с этим монстром. Чемберс и Клэй падают под ударами чудовища, Ной и Хейли бегут к спасательной капсуле. Хейли забирается внутрь, но чтобы запустить капсулу, нужно подтвердить готовность на пульте, расположенном на противоположной стене ангара. Путь к пульту преграждает монстр. Ной безуспешно атакует его, а затем заставляет сработать систему пожаротушения. В тумане он подтверждает запуск, и, почти уничтожив паразита, бежит к Хейли.
Перед отстыковкой с Ноем и Хейли связывается Клэй. Он говорит, что пустил реактор вразнос, чтобы паразиты не добрались до планеты людей. Капсула отлетает, а корабль испаряется в мощном взрыве.
Успешно приземлившись, Ной и Хейли выбираются наружу и видят девочку. Когда она оборачивается, становится ясно, что паразиты уже захватили планету. На заднем плане в дымке появляется гигантское чудовище, с которым сражается какой-то летательный аппарат. У Хейли отходят воды. Мёртвая девочка бросается на людей. Хейли спрашивает: «Что делать будем?». Ной поднимает оружие, говорит: «Сожжём их всех!» и выпускает из огнемёта струю едкого пламени.

## В ролях
- Брюс Уиллис — Клэй Янг
- Коуди Кирсли[англ.] — Ноа
- Каллэн Мулвей — Тик
- Кассандра Клементи — Хейли
- Рейчел Николс — Чемберс
- Томас Джейн — адмирал Кирнан Адамса, капитана корабля «Геркулес»
- Тимоти Мерфи[англ.] — Стенли
- Йохан Урб — Шейди
- Джонни Месснер — Блю
- Свен Теммел — Фицджеральд

## Прокат
Фильм имел ограниченный прокат. Он вышел на экраны 17 декабря 2020 года в России и странах СНГ, а 3 февраля 2021 года — в Новой Зеландии.

## Критика
По данным сайта Rotten Tomatoes фильм получил в основном низкие оценки. Критиковалась неоригинальность сюжета, плохие декорации, смехотворность и отсутствие настоящего ужаса. Отмечен актёрский состав, в котором нашлось место многим известным актёрам прежних времён. Положительных замечаний удостоилось появление Брюса Уиллиса, а Найэл Брауни из Movies in Focus назвал «Брешь» лучшим фильмом с участием Уиллиса за последнее время.